# Maucurunamo
Maucurunamo (Maukuruaamo, Maukurunamo) ist eine osttimoresische Aldeia im Suco Namolesso (Verwaltungsamt Lequidoe, Gemeinde Aileu). 2015 lebten in der Aldeia 285 Menschen.

## Geographie
Die Aldeia Maucurunamo liegt im Südwesten des Sucos Namolesso. Westlich befindet sich die Aldeia Aitoin und nördlich und östlich die Aldeia Lacabou. Im Süden grenzt Maucurunamo an den Suco Acubilitoho. Durch den Norden von Maucurunamo führt die Hauptstraße des Sucos an dem dessen Hauptort Namolesso liegt. Ein Teil des Ortes befindet sich auch in der Aldeia Maucurunamo. Den Berghang abwärts nach Süden liegt das Dorf Maucurunamo.